# Dale Earnhardt
Ralph Dale Earnhardt, Sr. (* 29. April 1951 in Kannapolis, North Carolina; † 18. Februar 2001 in Daytona Beach, Florida) war ein US-amerikanischer NASCAR-Rennfahrer und der Vater von Kerry, Kelley Earnhardt Elledge, Dale Jr. sowie Taylor Earnhardt. Zudem war er Gründer seines eigenen Teams Dale Earnhardt, Inc. Die Vorfahren der Familie Earnhardt (Ehrenhardt) stammen aus dem deutschen Ilbesheim.
Bekannt ist Earnhardt vor allem durch seine Erfolge im Winston Cup, der höchsten Rennserie der NASCAR, den er insgesamt sieben Mal gewann, ebenso wie Richard „The King“ Petty und Jimmie Johnson. Zudem gewann er 76 Rennen, darunter das Daytona 500 der Saison 1998. Bekannt war er zudem durch seinen äußerst aggressiven Fahrstil, welcher ihn bei vielen NASCAR-Fans populär machte. Von Reportern und Fans wurde er unter anderem „Ironhead“ (Eisenkopf), „Mr. Restrictor Plate“ (Mr. Luftmengenbegrenzer; bezogen auf die Rennen mit Einsatz von Luftmengenbegrenzern in Daytona und Talladega), „The Man in Black“ (Der Mann in Schwarz) sowie insbesondere „The Intimidator“ (Der Einschüchterer) genannt.
Earnhardt starb bei einem Unfall in der letzten Runde des Daytona 500 der Saison 2001 und war damit der vierte Fahrer, der innerhalb von neun Monaten nach dem Tod von Adam Petty ums Leben kam. Diese Tragödie sorgte letztlich mit dafür, dass NASCAR den Fokus auf Sicherheit intensivierte, unter anderem durch die Installation der sogenannten SAFER Barriers, das heißt einer zweiten, vorgelagerten und nachgebenden Außenmauer in den Kurven, rigorosen neuen Bestimmungen in Bezug auf die Sicherheitsgurte und die Einführung des HANS-Systems, sowie letztlich die Entwicklung eines neuen, sicheren Rennwagens, dem Car of Tomorrow.

## Frühe Jahre
Earnhardt wurde in Kannapolis, North Carolina als Sohn von Martha Coleman und Ralph Earnhardt, einem der besten Short-Track-Fahrer in North Carolina, geboren. Obwohl Ralph nicht wollte, dass sein Sohn in seine Fußstapfen tritt, konnte er ihn nicht dazu überreden, seinen Traum vom Rennfahren aufzugeben. So verließ Earnhardt die High School, um Rennen zu fahren. Sein Vater unterstützte ihn daraufhin und war ihm ein strenger Lehrer, was das Rennfahren anbelangt. Noch Jahre nachdem sein Vater Ralph 1973 an einem Herzinfarkt gestorben war, glaubte Earnhardt, dass er sich noch seinem Vater beweisen müsse.
Im Alter von 17 Jahren heiratete Earnhardt seine erste Frau Latane Key im Jahre 1968. Sein erster Sohn Kerry wurde 1969 geboren. Bereits ein Jahr später folgte die Scheidung. Im Jahre 1971 heiratete Earnhardt seine zweite Frau Brenda Gee, die Tochter des NASCAR-Autobauers Robert Gee. Zusammen mit ihr hatte er zwei Kinder: Tochter Kelley wurde 1972 geboren, sein Sohn Dale Jr. kam 1974 zur Welt. Nur kurze Zeit später ließ er sich von Brenda scheiden. Anschließend heiratete er seine dritte und letzte Frau, Teresa. Die gemeinsame Tochter Taylor Nicole kam 1988 zur Welt.
Kerry hat zwei Söhne namens Bobby Dale (* 1987) und Jeffrey (* 1989), die somit Dales Enkel sind.

## NASCAR-Karriere

### Frühe Jahre im Winston Cup
Dale Earnhardt feierte sein Debüt im Winston Cup in der Saison 1975 beim World 600 auf dem Charlotte Motor Speedway. Er startete in einem Rennwagen von Ed Negre und beendete das Rennen auf Platz 22, einem Rang vor seinem späteren Wagenbesitzer Richard Childress. Bis zur Saison 1979 ging Earnhardt in acht weiteren Rennen an den Start, bevor er für Rod Osterlund Racing seine Rookie-Saison absolvierte.
In dieser Saison erzielte Earnhardt einen Sieg, vier Pole-Positionen, elf Top-5-Ergebnisse, 17 Top-10-Ergebnisse und wurde Siebter in der Meisterschaft, obwohl er vier Rennen wegen eines gebrochenen Schlüsselbeins aussetzen musste. Mit diesen Leistungen sicherte er sich den Titel des Rookie of the Year.
In seiner zweiten Saison startete Earnhardt mit seinem 20-jährigen Crew Chief Doug Richert mit einem Sieg beim Busch Clash. Mit Siegen in Atlanta, Bristol, Nashville, Martinsville und Charlotte gewann er seine erste Meisterschaft im Winston Cup. Bis zum heutigen Tag ist Earnhardt der einzige Fahrer, der in zwei aufeinanderfolgenden Jahren den Titel des Rookie of the Year und die Meisterschaft gewonnen hat.

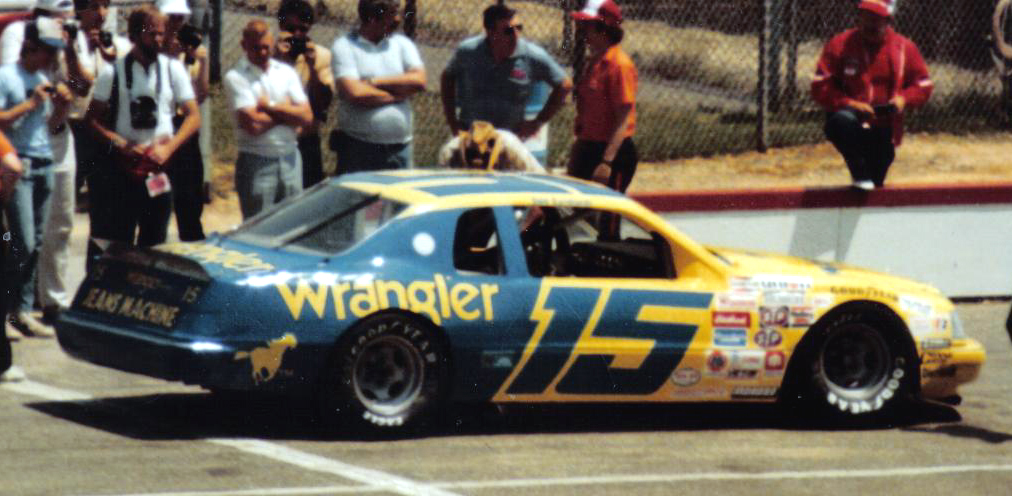
Rennwagen der Saison 1983

Nachdem Osterlund sein Team während der Saison 1981 an J. D. Stacy verkauft hatte, wechselte Earnhardt zu Richard Childress Racing und wurde Siebter in der Meisterschaft, obwohl er nicht ein Rennen gewann. Auf Anraten von Richard Childress tat sich Earnhardt für die Saison 1982 und 1983 mit Wagenbesitzer Bud Moore zusammen. Während der Saison 1982 kam er ins Straucheln, denn neben seinem Sieg in Darlington kam er in 15 Rennen nicht ins Ziel, so dass er nur Zwölfter in der Meisterschaft wurde, das war das schlechteste Ergebnis seiner Karriere. 1983 kehrte er zurück und gewann sein erstes von zwölf Gatorade Duels. Mit Siegen in Nashville und Talladega belegte er am Ende der Saison Platz acht in der Meisterschaft.

### Rückkehr zu Richard Childress Racing
Nach der Saison 1983 kehrte Earnhardt zu Richard Childress Racing zurück und tauschte mit Ricky Rudd das Team, der im Gegenzug zu Bud Moore in die Startnummer 15 wechselte. Earnhardt übernahm die Startnummer 3, die zuvor von Rudd gefahren und durch ihn bekannt geworden war. Sponsor beider Wagen war Wrangler. Während der Jahre 1984 und 1985 fuhr Earnhardt insgesamt sechs Mal in die Victory Lane und siegte in Talladega, Atlante, Richmond, Martinsville sowie zweimal in Bristol. Er beendete die Saisons jeweils als Vierter beziehungsweise Achter.
Die Saison 1986 sollte Earnhardts zweite Meisterschaftssaison werden, in der er die erste Meisterschaft für den Wagenbesitzer Richard Childress einfuhr. Während der Saison gewann er fünf Rennen, erzielte zehn Top-5- und 16 Top-10-Ergebnisse. In der darauffolgenden Saison verteidigte er mit elf Siegen und 489 Punkten Vorsprung die Meisterschaft vor Bill Elliott. Dabei stellte er mit vier Siegen in aufeinanderfolgenden Rennen und fünf Siegen in den ersten sieben Saisonrennen zwei neue Rekorde in der modernen Ära von NASCAR auf. Die Saison 1987 war es auch, die ihm seinen bekanntesten Spitznamen The Intimidator einbrachte, als er Bill Elliott im letzten Segment des „Winston“, einer Sonderveranstaltung, in der es nur um Preisgeld und nicht um Meisterschaftspunkte geht, aus dem Weg drehte und sich somit den Sieg sicherte.
In der Saison 1988 ging Earnhardt mit GM Goodwrench als neuem Sponsor an den Start, der Wrangler ersetzte. Während dieser Saison bekam er seinen zweiten Spitznamen, The Man in Black, aufgrund des schwarzen Farbschemas, in dem sein Wagen mit der Startnummer 3 lackiert wurde. Oftmals wurde er auch als „Darth Vader“ aufgrund seines schwarzen Rennoveralls und Wagenlackierung bezeichnet, zusätzlich zu seinem Ruf andere Fahrer einfach aus dem Weg zu räumen, wenn er sie nicht überholen konnte. Mit drei Saisonsiegen belegte Earnhardt am Ende der Saison Platz drei in der Meisterschaft hinter Bill Elliott und Rusty Wallace. In der Saison 1989 gewann er insgesamt fünf Rennen, aber ein Dreher gegen Ende des Rennens in North Wilkesboro war es, der ihm schließlich die Meisterschaft kostete, die sich Rusty Wallace sicherte.

### 1990er-Jahre

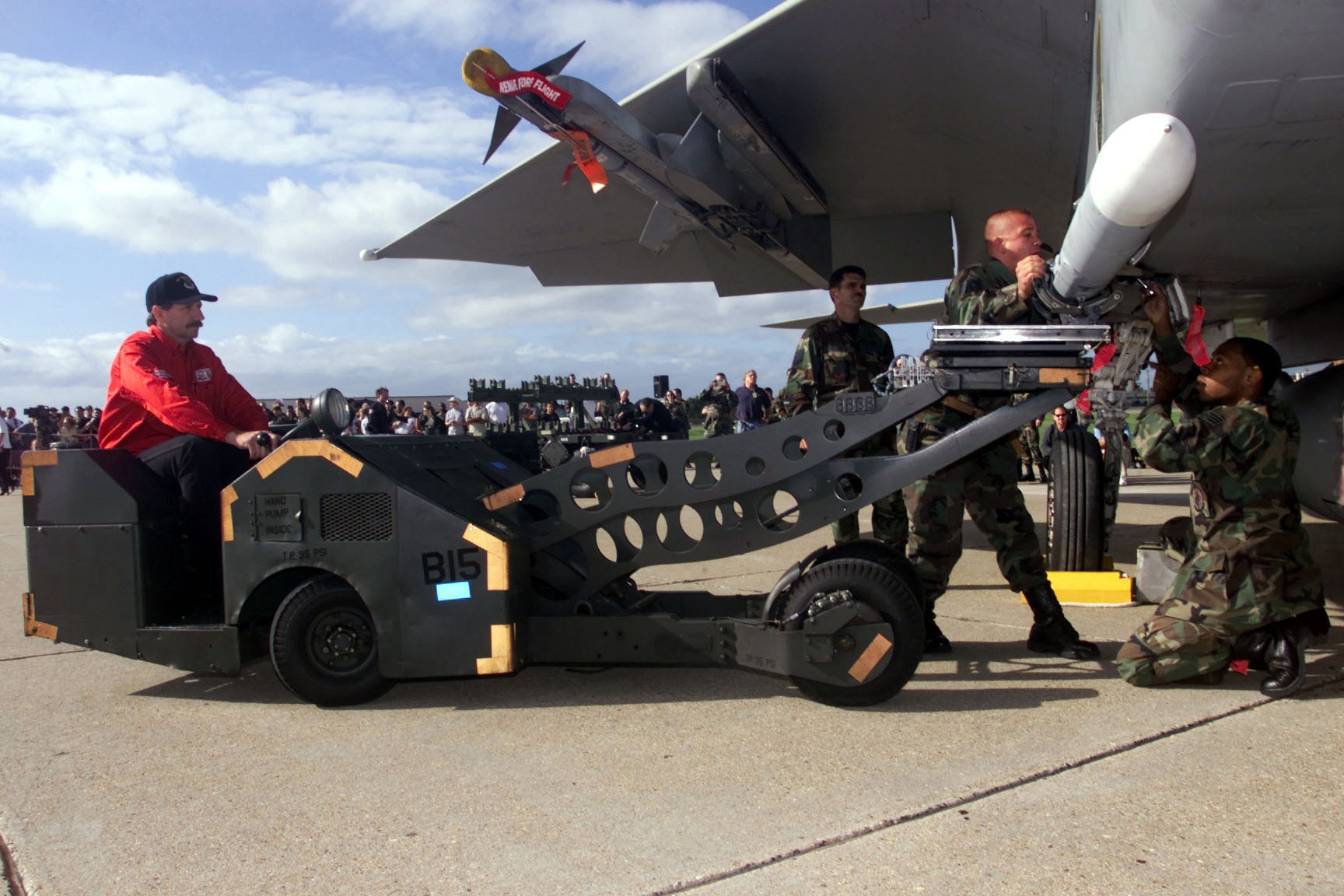
Dale Earnhardt bedient einen „Bomb Lift Truck“, um eine AIM-120-AMRAAM-Rakete zu verladen (Langley Air Force Base, Virginia, September 2000)

In die Saison 1990 startete Earnhardt mit vielverheißenden Siegen im Busch Clash und dem Sieg in seinem Gatorade Twin 125. Gegen Ende des Daytona 500 führte er mit vier Sekunden Vorsprung, als wenige Runden vor Schluss die letzte Gelbphase ausgerufen wurde. Als das Rennen wieder freigegeben wurde, führte er vor Derrike Cope. In der letzten Runde fuhr Earnhardt in der letzten Kurve vor dem Ziel über ein Stück Metall und beschädigte sich einen Reifen. Cope gewann das Rennen, während Earnhardt Fünfter wurde. Für den Rest der Saison hängte das Team den Reifen, der ihnen den Sieg beim Daytona 500 gekostet hatte, zur Motivation in der Werkstatt auf. Im Verlauf der Saison gewann Earnhardt neun Rennen und sicherte sich mit 26 Punkten Vorsprung seinen vierten Meistertitel vor Mark Martin. Zusätzlich gewann er auch noch das Winston. Es war sein zweiter Sieg in diesem Rennen und Earnhardt wurde der erste Fahrer, der dieses Showrennen zweimal gewinnen konnte.
Wie schon im Jahre 1987 verteidigte Earnhardt 1991 erfolgreich die Meisterschaft und sicherte sich seinen fünften Meistertitel. Er gewann zwar nur vier Rennen, hatte am Ende der Saison jedoch einen Vorsprung von 195 Punkten auf den Zweitplatzierten Ricky Rudd. In der Saison 1992 wollte Earnhardt seinen dritten Titel in Folge einfahren, allerdings dominierte Ford mit ihrem neuen Motor und einem neuen Aerodynamikpaket für den Thunderbird das Ende der Saison 1991 und den Anfang von 1992, als insgesamt 13 aufeinanderfolgenden Rennen von Fords gewonnen wurden. Seinen einzigen Sieg 1992 erzielte er in Charlotte beim prestigeträchtigen Coca-Cola 600, als er die Siegesserie der Fords stoppte. Wie schon zehn Jahre zuvor wurde er nur Zwölfter in der Meisterschaft. Nachdem sein bis dato langjähriger Crew Chief Kirk Shelmerdine selber Rennfahrer wurde, übernahm Andy Petree dessen Position.
Mit Petree als Crew Chief kehrte das Team rund um die Startnummer 3 in der Saison 1993 zur Spitze zurück. Wie schon 1990 dominierte Earnhardt die Speedweeks vor dem Daytona 500, in dem er erneut in der letzten Runde geschlagen wurde und der Sieg an Dale Jarrett ging. Im Verlauf der Saison erzielte Earnhardt sechs Siege auf dem Weg zu seinem sechsten Meistertitel, darunter Siege beim Coca-Cola 600, dem Winston sowie dem Pepsi 400 in Daytona. Am Ende der Saison hatte er 80 Punkte Vorsprung auf den Zweitplatzierten Rusty Wallace.

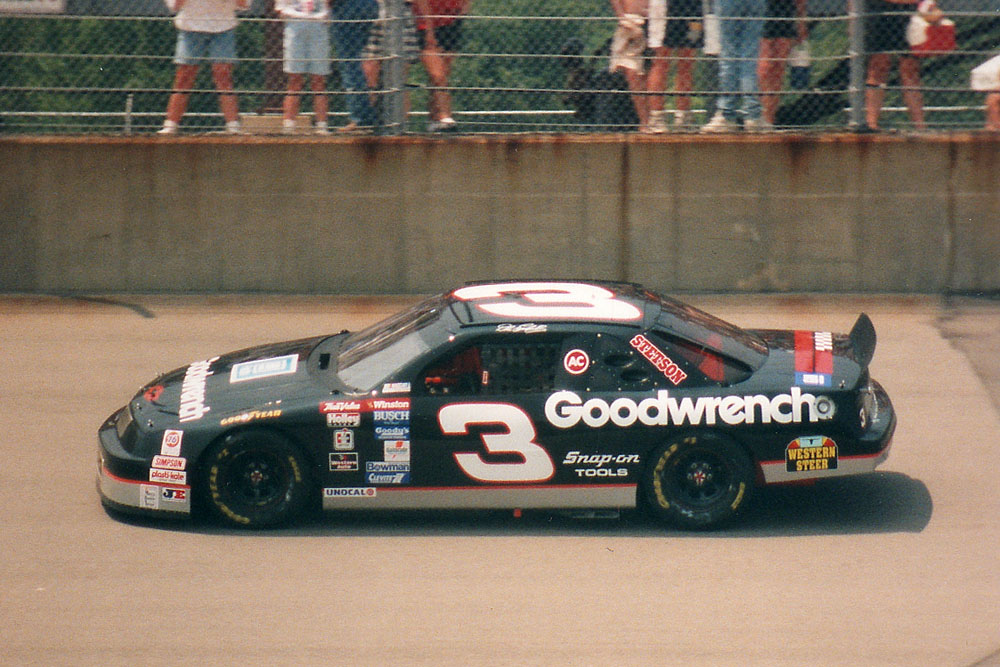
Earnhardts Rennwagen der Saison 1994

In der Saison 1994 gewann Earnhardt die siebte Meisterschaft und zog damit mit dem legendären Richard Petty gleich. Aufgrund seiner Konstanz während der Saison und vier Siegen holte er sich den Titel mit über 400 Punkten Vorsprung vor Mark Martin. Obwohl Earnhardt auch die folgenden Jahre dominieren sollte, war dies der letzte Titel seiner Karriere.
Die Saison 1995 startete Earnhardt mit einem zweiten Platz beim Daytona 500 hinter Sterling Marlin. Insgesamt gewann er in diesem Jahr fünf Rennen, darunter auch sein erster Sieg auf einem Straßenkurs in Sears Point. Zudem gewann er das prestigeträchtige Brickyard 400 in Indianapolis. Er selbst bezeichnete diesen Sieg als größten seiner Karriere. Dennoch verlor er am Ende der Saison die Meisterschaft um 34 Punkte an Jeff Gordon.
Zu Beginn der Saison 1996 wiederholte sich der Saisonauftakt von 1993: Earnhardt dominierte die Speedweeks, musste sich im Daytona 500 abermals Dale Jarrett geschlagen geben. In der ersten Phase der Saison siegte er jedoch in Rockingham und Atlanta. Ende Juli beim DieHard 500 in Talladega war er Führender in der Meisterschaft und trotz des Weggangs von Crew Chief Andy Petree auf dem Weg zu seinem achten Meistertitel. Gegen Ende des Rennens verlor Ernie Irvan die Kontrolle über seinen Wagen und war damit Auslöser eines heftigen Unfalls, bei dem Earnhardt mit nahezu 200 mph (circa. 320 km/h) frontal in die Außenmauer fuhr. Anschließend überschlug sich sein Wagen und schleuderte über die Strecke, wobei das Dach und die Windschutzscheibe stark beschädigt wurden. Als Folge schrieb NASCAR die sogenannten „Earnhardt Bar“ vor, eine Metallstrebe in der Mitte der Windschutzscheibe, die das Dach zusätzlich verstärken soll.
Aufgrund von Verschiebungen wegen Regens war zuvor die Live-Übertragung abgesagt worden und die meisten Fans erfuhren von dem Unfall erst am Abend in den Sportnachrichten. Das Video des Unfalls ließ zunächst einen tödlichen Unfall vermuten, doch als Ärzte am Wagen ankamen, kletterte Earnhardt aus diesem heraus und winkte den Zuschauern zu. Zudem weigerte er sich trotz gebrochenem Schlüsselbein, Brustbein und Schulter auf eine Trage gelegt zu werden. Viele Fans glaubten, dass die Saison für Earnhardt beendet sei, allerdings gab er nicht auf. Am darauffolgenden Wochenende in Indianapolis startete er das Rennen, aber übergab beim ersten Boxenstopp den Wagen an Mike Skinner. Als er dazu befragt wurde, sagte Earnhardt, dass das Verlassen des Rennwagens das Schlimmste gewesen sei, was er jemals gemacht habe. Am darauffolgenden Wochenende in Watkins Glen fuhr er im Qualifying die schnellste Zeit und startete von der Pole-Position. Earnhardt führte die meiste Zeit das Rennen an, musste sich am Ende allerdings mit Platz sechs zufriedengeben. Obwohl er keinen weiteren Sieg mehr in der Saison 1996 einfahren konnte, wurde er dennoch hinter Terry Labonte, Jeff Gordon und Dale Jarrett Vierter in der Meisterschaft.
In der Saison 1997 konnte Earnhardt kein Rennen gewinnen. Er siegte zwar zum achten Mal hintereinander im Twin-125-Qualifikationsrennen zum Daytona 500, doch zählt dieser Sieg nicht zur Meisterschaft. Zehn Runden vor dem Ziel sorgte ein Unfall, bei dem er auf dem Dach die Gegengeraden entlang schleifte, dafür, dass er erneut das Rennen nicht gewinnen konnte. Nach einem Blackout beim Southern 500 in Darlington, weswegen er in die Mauer fuhr und anschließend in ein Krankenhaus gebracht wurde, hatte er den Tiefpunkt der Saison erreicht. Die Ursache für den Unfall konnte nie geklärt werden. Obwohl Earnhardt kein Rennen gewann, belegte er am Ende der Saison Platz fünf in der Meisterschaft.
Nach 20 Jahren gelang es Earnhardt in der Saison 1998 das Daytona 500 zu gewinnen. Zuvor war er mit seinem neunten Sieg in Folge beim Twin-125-Qualifikationsrennen in die Speedweeks gestartet. Im Rennen selbst zeigte er sich früh als möglicher Siegesanwärter, obwohl es gegen Halbzeit so aussah, als ob Jeff Gordon die Oberhand gewinnen würde. In Runde 138 übernahm Earnhardt die Führung und mit Unterstützung von Teamkollege Mike Skinner konnte er sie vor Bobby Labonte behaupten. Nach der Zieldurchfahrt reihten sich alle Teammitglieder in der Boxengasse auf, um Earnhardt bei seinem Weg in die Victory Lane die Hand zu schütteln. Anschließend fuhr er seinen Wagen ins Gras zwischen Boxengasse und Rennstrecke und startete einen besonderen Trend, Siege zu feiern: Er schleuderte den Wagen zweimal herum und hinterließ Reifenspuren in Form einer 3 im Gras. Über seinen Sieg sagte Earnhardt: I have had a lot of great fans and people behind me all through the years and I just can’t thank them enough. The Daytona 500 is ours. We won it! We won it! We won it! („Ich hatte in all den Jahren viele großartige Fans und Menschen hinter mir und ich kann diesen nicht genug danken. Das Daytona 500 ist unser. Wir haben es gewonnen! Wir haben es gewonnen! Wir haben es gewonnen!“) Allerdings verlief der Rest der Saison nicht so erfreulich. Zur Halbzeit der Saison lag er auf Platz zwölf in der Meisterschaft. Nach einem Wechsel der Crew Chief mit dem von Mike Skinner verbesserte sich Earnhardt zum Ende der Saison auf Platz acht.
Vor der Saison 1999 gab es unter den Fans Diskussionen über Earnhardts Alter und Spekulationen kamen auf, dass er mit dem Einstieg seines Sohnes Dale Jr. eventuell über einen Rücktritt vom aktiven Motorsport nachdenken könnte. Im Verlauf der Saison gewann Earnhardt beide Rennen in Talladega, worauf Kenner der Szene der Meinung waren, dass sein Können mittlerweile auf Restrictor-Plate-Rennen beschränkt sei. Doch beim Pepsi 400 im August auf dem Michigan International Speedway zeigte er nochmals sein Können, als er gegen Ende des Rennens in Führung lag, der Sieg jedoch an Bobby Labonte ging. Es wäre sein erster Sieg bei einem Rennen ohne Restrictor Plate seit 1996 gewesen.
Nur eine Woche später sorgte er für einen der kontroversesten Momente der NASCAR-Geschichte. Beim Goody’s Headache Powder 500 in Bristol fand er sich im Wettkampf um den ersten Sieg auf einem Short Track seit Martinsville 1995. Als 15 Runden vor Schluss das Rennen neutralisiert wurde, wurde der zu dieser Zeit führende Terry Labonte von hinten vom überrundeten Darrell Waltrip gerammt. Durch den anschließenden Dreher kam Earnhardt an die Spitze und fünf Runden vor Schluss lagen fünf Wagen zwischen ihm und Labonte. Labonte hatte vier frische Reifen aufgezogen und Earnhardt fuhr noch immer auf alten Reifen, wodurch sein Wagen deutlich langsamer war. Labonte schloss zu ihm auf und überholte ihn, als die weiße Flagge für die letzte Runde geschwenkt wurde. Aber Earnhardt fuhr hart in Kurve zwei, rammte Labonte und drehte ihn dadurch herum. Unter den Buh-Rufen der Zuschauer holte sich Earnhardt anschließend den Sieg. Zu diesem Vorfall sagte Earnhardt: I didn’t try to turn him around, I just wanted to rattle his cage. („Ich wollte ihn nicht umdrehen, ich wollte ihn nur durchrütteln.“) Am Ende der Saison belegte er Platz sieben in der Meisterschaft und sah wieder als ein ernstzunehmender Titelanwärter aus.
In der Saison 2000 feierte Earnhardt eine Wiederauferstehung, welche oftmals einer Nackenoperation zugeschrieben wird, durch die eine anhaltende Verletzung seines Unfalls in Talladega 1996 auskuriert wurde. In diesem Jahr fuhr er zwei Siege ein (und wurde zum bisher einziger Fahrer der NASCAR-Geschichte, der in vier Jahrzehnten Rennen gewinnen konnte), die von vielen Fans als die zwei aufregendsten Siege des Jahres bezeichnet werden: Der Sieg mit 0,006 Sekunden Vorsprung vor Bobby Labonte in Atlanta und die Aufholjagd von 17 Plätzen in den letzten vier Runden beim Winston 500 in Talladega, durch dessen Sieg er sich den Bonus des Winston No-Bull 5 in Höhe von einer Million US-Dollar sicherte. Mit zwei zweiten Plätzen in Richmond und Martinsville sicherte er sich am Ende der Saison Platz zwei in der Meisterschaft. Ein schlechtes Abschneiden in Watkins Glen und durchschnittliche Platzierungen in Charlotte und Dover verhinderten seinen achten Meistertitel.

## Tod
In den Wochen vor dem Daytona 500 der Saison 2001 sorgte Earnhardt für Kontroversen, als er die alljährliche Vorstellung vor den Fans und den Medien ausließ. Hierfür erntete er Kritik insbesondere von Jimmy Spencer.
Trotz des frühen Beginns der Speedweeks waren diese eine Enttäuschung für Earnhardt, der traditionsgemäß jedes Jahr zumindest eines der Showrennen gewonnen hatte. Im Budweiser Shootout wurde er Zweiter hinter Tony Stewart und auch in seinem Gatorade Twin-125-Qualifikationsrennen blieb ihm der Sieg verwehrt. Dennoch ging er gelassen mit diesen Niederlagen um und erschien locker und zuversichtlich in den Fernsehinterviews am Morgen des Daytona 500. Nach dem Start führte er das Rennen an und lag die meiste Zeit in Führung.
Ein Unfall mit mehreren beteiligten Wagen sorgte gegen Ende des Rennens dafür, dass einige Fahrer aus dem Rennen gerissen wurden, darunter auch Tony Stewart, der Sieger des Budweiser Shootouts. Er schleuderte unkontrolliert auf der Gegengerade, als Earnhardt seinen Wagen durch die Unfallstelle manövrierte und unbeschadet davonkam. Nachdem die Strecke gesäubert und das Rennen wieder freigegeben wurde, befanden sich die DEI-Fahrer Dale Earnhardt junior und Michael Waltrip in Führung. Als das Rennen in die Schlussphase ging, führte Waltrip vor Earnhardt Jr. und Earnhardt, der in der Schlussphase des Rennens ungewöhnlich defensiv fuhr und anstatt selbst den Rennsieg zu suchen, sein primäres Augenmerk auf das Blocken anderer, hinter ihm liegender Autos legte, damit seine Fahrer Waltrip und Earnhardt Jr. an der Spitze bleiben konnten.
Drei Runden vor dem Ziel berührte der knapp hinter Earnhardt liegende Sterling Marlin auf der Zielgeraden Earnhardts hinteren linken Kotflügel. Sein Wagen geriet ins Schlingern, aber Earnhardt behielt die Kontrolle und blieb vor Marlin auf Position drei. Marlin hatte zu dieser Zeit im Rennen einen deutlich schnelleren Wagen als Earnhardt, doch dieser blockte wiederholt Marlins Versuche ab, ihn zu überholen. Weniger als zwei Runden vor dem Ziel kommentierte einer der FOX Rennkommentatoren, Darrell Waltrip, während der Liveübertragung dieses Rennens, dass Marlin schon die Front seines Wagens demoliert habe bei den Versuchen an Earnhardt vorbeizukommen (Sterling has beat the front end off of that old Dodge trying to get around Dale).
Bei der Einfahrt in Kurve drei in der letzten Runde fuhren Earnhardt, Marlin und Ken Schrader zu dritt nebeneinander. In der Kurve kam es zu einem leichten Kontakt zwischen Earnhardts hinterem linken Kotflügel und Marlins Stoßstange. Earnhardts Wagen schleuderte von der Strecke auf den flachen Apron und von dort zurück in Richtung der Außenmauer. Als der Wagen die Kurve hochschoss, kollidierte er mit dem Wagen von Ken Schrader. Dieser traf Earnhardt direkt hinter der Beifahrertür, wodurch beide Wagen mit der Front in die Außenmauer fuhren. Earnhardt traf die Mauer in einem kritischen Winkel bei ungefähr 150 mph (circa 240 km/h). Bei dem Aufprall löste sich die rechte vordere Radaufhängung, die Motorhaube öffnete sich und schlug gegen die Windschutzscheibe, als der Wagen die Kurve herunterrutschte. Für viele Beobachter sah der Unfall längst nicht so schlimm aus wie der in Talladega 1996.
Während Michael Waltrip, dicht gefolgt von Earnhardt Jr., seinem ersten Sieg entgegen fuhr, rutschten die Wagen von Earnhardt und Schrader in Kurve vier hinunter ins Gras. Nachdem Schrader aus seinem Wagen geklettert war, schaute er in Earnhardts Wagen. Sofort signalisierte er die benötigte Unterstützung durch einen Notarzt. Während die Notfallmediziner an der Unfallstelle Earnhardt versorgten, fragte FOX-Reporterin Jeanne Zelasko Schrader über den Zustand von Earnhardt. I’m not a doctor, but I got the heck out of the way as soon as they got there. („Ich bin kein Arzt, aber ich bin sofort aus dem Weg gegangen, als sie (die Ärzte) da waren.“), gab dieser daraufhin als Antwort. Earnhardt wurde ins Halifax Medical Center gebracht, nachdem er aus seinem Wagen befreit wurde. Einige Stunden später verkündete NASCAR-Präsident Mike Helton auf einer Pressekonferenz: Undoubtedly this is one of the toughest announcements I’ve personally had to make. After the accident in Turn 4 at the end of the Daytona 500, we’ve lost Dale Earnhardt. („Zweifelsohne ist dies eine der schwierigsten Bekanntgaben, die ich persönlich machen muss. Nach dem Unfall in Kurve 4 am Ende des Daytona 500 haben wir Dale Earnhardt verloren.“) Als Todesursache wurde ein Schädelbasisbruch und Hirnverletzungen ermittelt.

### Folgen
Earnhardts Tod war der Auslöser für eine Reihe von Veränderungen in NASCAR. Nach seinem Tod gab es sowohl eine polizeiliche Untersuchung als auch eine Untersuchung seitens NASCAR. Nahezu jedes Detail des Unfalls wurde veröffentlicht, vom Fund eines gerissenen Sicherheitsgurts in Earnhardts Wagen bis hin zu grafischen Darstellungen der Verletzungen, die der Fahrer zum Zeitpunkt des Einschlags erlitten hat. Es gab das Gerücht, dass er seinen Sicherheitsgurt nicht korrekt angelegt habe, da er ihn gerne etwas lockerer hatte und so mehr Bewegungsfreiheit im Wagen hatte. Die Behauptungen eines Versagens des Sicherheitsgurtes führten dazu, dass Bill Simpson aus seiner Firma ausschied, die die Sicherheitsgurte in Earnhardts Wagen sowie nahezu jedem Rennwagen in NASCAR herstellten.
Mehrere Pressekonferenzen wurden in den Tagen nach Earnhardts Tod abgehalten. Einige Fans schrieben Drohbriefe an Sterling Marlin und gaben ihm die Schuld an dem Unfall. Nach deren Bekanntwerden sprach Earnhardts Sohn Dale Jr. Marlin von jeder Schuld frei.
Teambesitzer Richard Childress zog umgehend Earnhardts Wagen mit der Startnummer 3 zurück und versprach öffentlich, die Startnummer 3 niemals wieder auf der Seite eines schwarzen, von GM Goodwrench gesponserten Rennwagens – dem Farbschema, mit dem Earnhardt seit 1988 unterwegs war – zu verwenden. Das Team feierte seine Wiedergeburt unter der Startnummer 29 mit demselben Sponsor aber einem anderen Farbschema in den darauffolgenden Rennen in Rockingham und Las Vegas. Für das Rennen in Atlanta wurde ein neues GM-Goodwrench-Farbschema mit gewinkelten roten Streifen und einem dünnen blauen Streifen eingeführt, welches dem Farbschema entsprach, welches von Childress AC Delco in der Busch Series eingesetzt wurde.
Kevin Harvick, der für Childress im zweiten Jahr in der Busch Series fuhr, wurde als Nachfolger für Earnhardt ernannt. Sein erstes Rennen nach Earnhardts Tod fuhr er auf dem North Carolina Speedway. Besondere Hüte mit der Startnummer 3 wurden an jede Person an der Rennstrecke zu Ehren von Earnhardt verteilt und das Team trug die erste Zeit schwarze Uniformen.
Zudem nahmen es die Fans selbst in die Hand, Earnhardt zu ehren, indem sie drei Finger in der jeweils dritten Runde in jedem Cup-Rennen in die Luft halten. Die Fernsehübertragungen von FOX und NBC legten zudem in jeder dritten Runde in den Rennen von Rockingham bis zum nächsten Daytona 500 eine Schweigeminute ein. In den ersten drei Wochen nach Earnhardts Tod sorgten zudem Vorfälle auf der Strecke dafür, dass jeweils in Runde drei die Gelbe Flagge gezeigt wurde. Drei Wochen nach Earnhardts Tod gewann Harvick sein erstes Rennen im Winston Cup in Atlanta in einem Wagen, der für Earnhardt vorbereitet worden war. In der letzten Runde des Cracker Barrel Old Country Store 500 bezwang Harvick in Atlanta Jeff Gordon um 0,006 Sekunden. Bei vielen NASCAR-Fans sind die Bilder unvergessen, wie Danny Myers, der langjährige Tankwart von Earnhardt nach dem Sieg geweint und Harvick auf der Zielgeraden seinen Burnout mit drei ausgestreckten Fingern aus dem Fenster absolviert hat.

## Startnummer 3

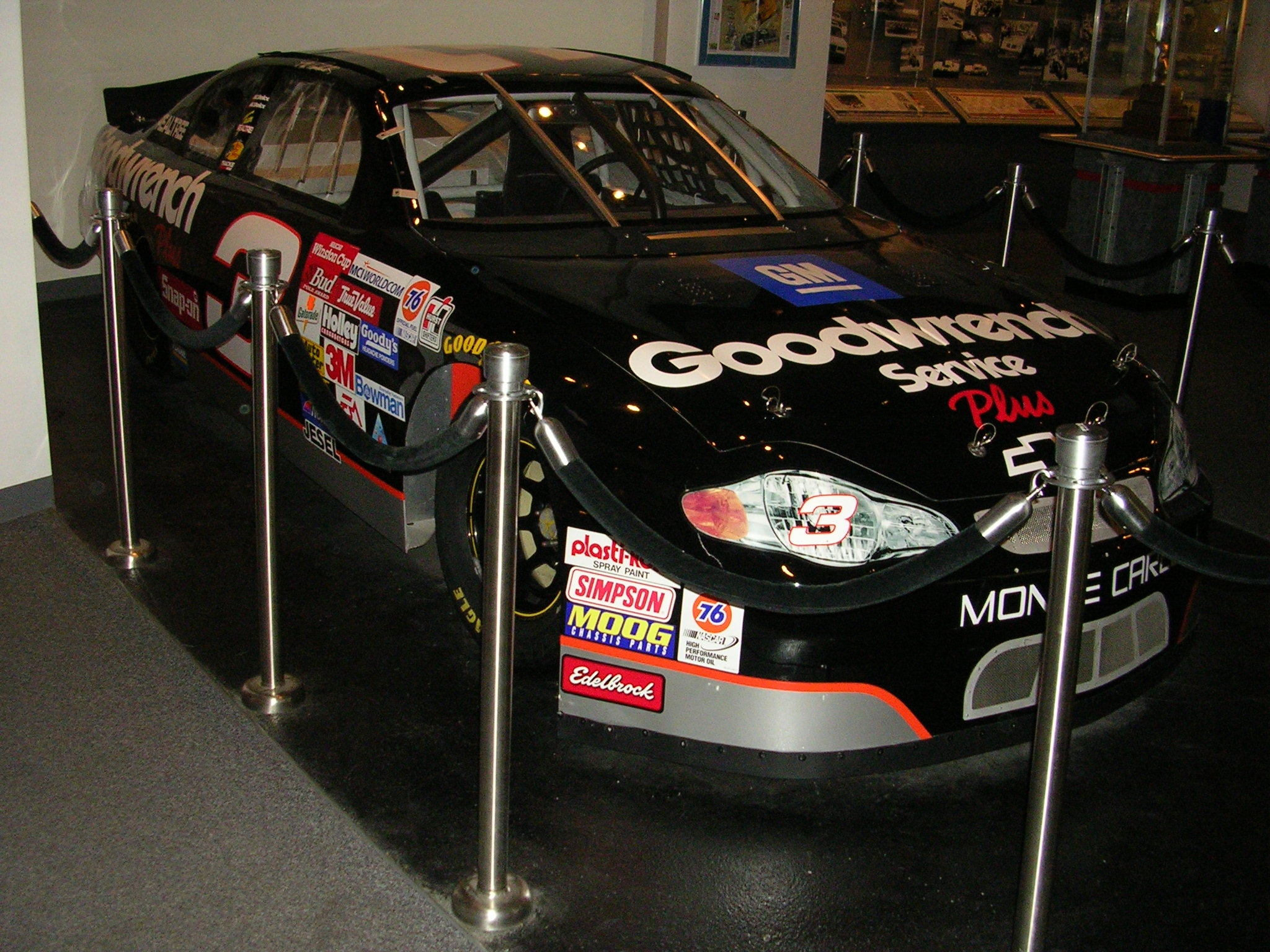
Earnhardts Rennwagen im berühmten GM-Goodwrench-Farbschema

Earnhardt fuhr den Wagen mit der Startnummer 3 nahezu während seiner kompletten Karriere von den frühen 1980er-Jahren bis zu seinem Tod 2001. Obwohl er während seiner Karriere auch andere Sponsoren hatte, ist die Startnummer 3 bei seinen Fans fest mit seinem letzten Sponsor GM Goodwrench und seinem letzten Farbschema im dominierenden Schwarz mit breit in Silber lackierten Zierleisten verbunden. Die weiße, rot umrandete Nummer 3 auf schwarzem Hintergrund ist zudem eines der bekanntesten Logos im Rennsport, die Rechte an dieser Gestaltung besitzen das Team Richard Childress Racing und die Familie Earnhardt.
Als Erinnerung befindet sich die Nummer in sehr kleiner Form am Wagen von Kevin Harvick, der Earnhardt damals im Team ersetzte.
Im Jahre 2002 fuhr Dale Earnhardt Jr. einen Chevrolet Monte Carlo in der Busch Series in Daytona. Neben Oreo Cookies als Hauptsponsor trug der Wagen zudem die markenrechtlich geschützte stilisierte Startnummer 3 an den Türen und auf dem Dach. Earnhardt Jr. gewann das Rennen, hat die Startnummer seitdem aber nicht wieder genutzt. (Es ist ein weitverbreitetes Missverständnis, dass Richard Childress Racing die Rechte an der Startnummer 3 besitzt. Tatsächlich besitzt kein Team die Rechte einer Startnummer; nach gängigen NASCAR-Prozeduren hat Richard Childress Racing jedoch Priorität vor anderen Teams für die Verwendung.)
Seit der Saison 2008 wurde die Startnummer für den Fahrer Austin Dillon, den Enkel von Richard Childress in diversen NASCAR-Serien weitgehend in dem traditionellen Design wieder verwendet. Mit dieser Startnummer gewann Dillon 2011 die Truck Series und 2012 in Kentucky sein erstes Rennen in der Nationwide-Series. Bei seinen sporadischen Sprint-Cup-Starts fuhr er hingegen mit einer deutlich anders gestalteten Nummer 33. Seit 2014 ist die Startnummer 3 allerdings wieder in den Sprint Cup zurückgekehrt. Einige Fans und viele Mitglieder der Earnhardt-Familie hielten oder halten das für unpassend; Richard Childress Racing, Dale Earnhardt Jr. und Austin Dillon aber sprachen sich jeweils dafür aus, dass die Nummer 3 mit Cheerios und The Dow Chemical Company als Hauptsponsoren auftreten solle.

## Earnhardts Vermächtnis
Earnhardt war eine stark polarisierende Persönlichkeit in NASCAR. Er wurde geliebt und zugleich auch gehasst, aber trotz seiner zahlreichen Kritiker blieb er einer der populärsten Fahrer. So wurde er nach seinem tödlichen Unfall in Daytona dennoch zum „Most Popular Driver“, dem beliebtesten Fahrer der Saison gewählt.
Earnhardt hielt sein Privatleben relativ bedeckt. Er genoss die Gesellschaft seiner Familie, das Jagen und Fischen sowie das Arbeiten auf seiner Farm in Mooresville. Im Gegensatz zu seinem Image als harter Gegner auf der Rennstrecke war er abseits selbiger zu seinen Freunden wohltätig und spendabel.
In seiner Heimatstadt Kannapolis wurde eine Straße nach ihm benannt. Der Dale Earnhardt Boulevard (ursprünglich Earnhardt Road) ist über die Ausfahrt Nr. 60 auf der Interstate 85 nordöstlich von Charlotte, North Carolina, zu erreichen. Der Dale Earnhardt Boulevard ist zudem Startpunkt des Dale Trail, einer Route zu den Stationen im Leben von Dale Earnhardt und seiner Familie. Weiterhin wurde eine Straße zwischen Kannapolis und Mooresville in der Nähe des Hauptquartiers von Dale Earnhardt, Inc. vom North Carolina Department of Transportation in Anlehnung an die Startnummer 3 als North Carolina Highway 3 ausgezeichnet. Ebenfalls nach Dale Earnhardt benannt ist die Ausfahrt Nr. 73 der Interstate 35W in Texas, der Dale Earnhardt Way, als einer der Zubringer zum Texas Motor Speedway.
In der Saison 2004 und 2005 trat Hasemi Sport in der JGTC- beziehungsweise Super-GT-Serie mit einem komplett schwarz lackiertem Nissan 350Z mit derselben Startnummer im demselben Schriftstil auf dem Dach an.
Im Jahre 2005 veröffentlichte die US-amerikanische Schriftstellerin Sharyn McCrumb den Roman „St. Dale“ in dem mehrere Fans auf einer Tour zu diversen Rennstrecken in Andenken an Dale Earnhardt unternehmen und so die Welt der NASCAR-Rennen beschrieben wird.
Während des Rennwochenendes vom 29. April bis 1. Mai 2006 auf dem Talladega Superspeedway starteten die Wagen von Dale Earnhardt Inc. in einem identischen schwarzen Farbschema am sogenannten „Dale Earnhardt Day“, dem Tag seines Geburtstages am 29. April. Martin Truex junior gewann das Aaron’s 312 in der Busch Series. Zwei Tage später gingen Dale Earnhardt Jr., Martin Truex Jr. und Paul Menard im selben Farbschema im Nextel Cup an den Start.
Am 18. Juni 2006 startete Dale Earnhardt Jr. beim 3M Performance 400 in Michigan in einer speziellen Budweiser-Lackierung zu Ehren seines Vaters und seines Großvaters Ralph Earnhardt. Er beendete das Rennen, welches aufgrund von Regen verkürzt wurde, als Dritter. Die Lackierung des Wagens war im Stile von Ralphs Wagen des Jahres 1956 gehalten und zeigte Budweiser-Logos von 1956.
Auf dem Daytona International Speedway wurde eine Sektion auf der Tribüne als „Earnhardt Tower“ eingeweiht. Sie befindet sich an der Stelle, an der Earnhardt tödlich verunglückte.
Am 2. April 2010 wurde im US-amerikanischen Freizeitpark Kings Dominion in Doswell, Virginia die nach seinem Spitznamen benannte Achterbahn „Intimidator 305“ eröffnet. Die Angabe „305“ bezieht sich auf die Höhe der Anlage von 305 Fuß (93 Meter). Die Züge der Bahn sind nach seinem schwarz-roten Chevrolet designed. Des Weiteren wurde am 27. März 2010 mit „Intimidator“ in Carowinds in Charlotte, North Carolina noch eine zweite Achterbahn nach ihm benannt. In den Eingängen beider Bahnen befinden sich Schilder, die Earnhardts Lebenslauf zeigen und eines seiner Rennautos.
Am zehnten Todestag von Dale Earnhardt wurde während des Daytona 500 2011 die dritte Runde zu einer „silent lap“ (stille Runde). TV- und Radio-Moderatoren schwiegen und die Fans hielten 3 Finger in die Luft, was Dale Earnhardts bekanntester Rennnummer, der #3, entspricht.

## Auszeichnungen

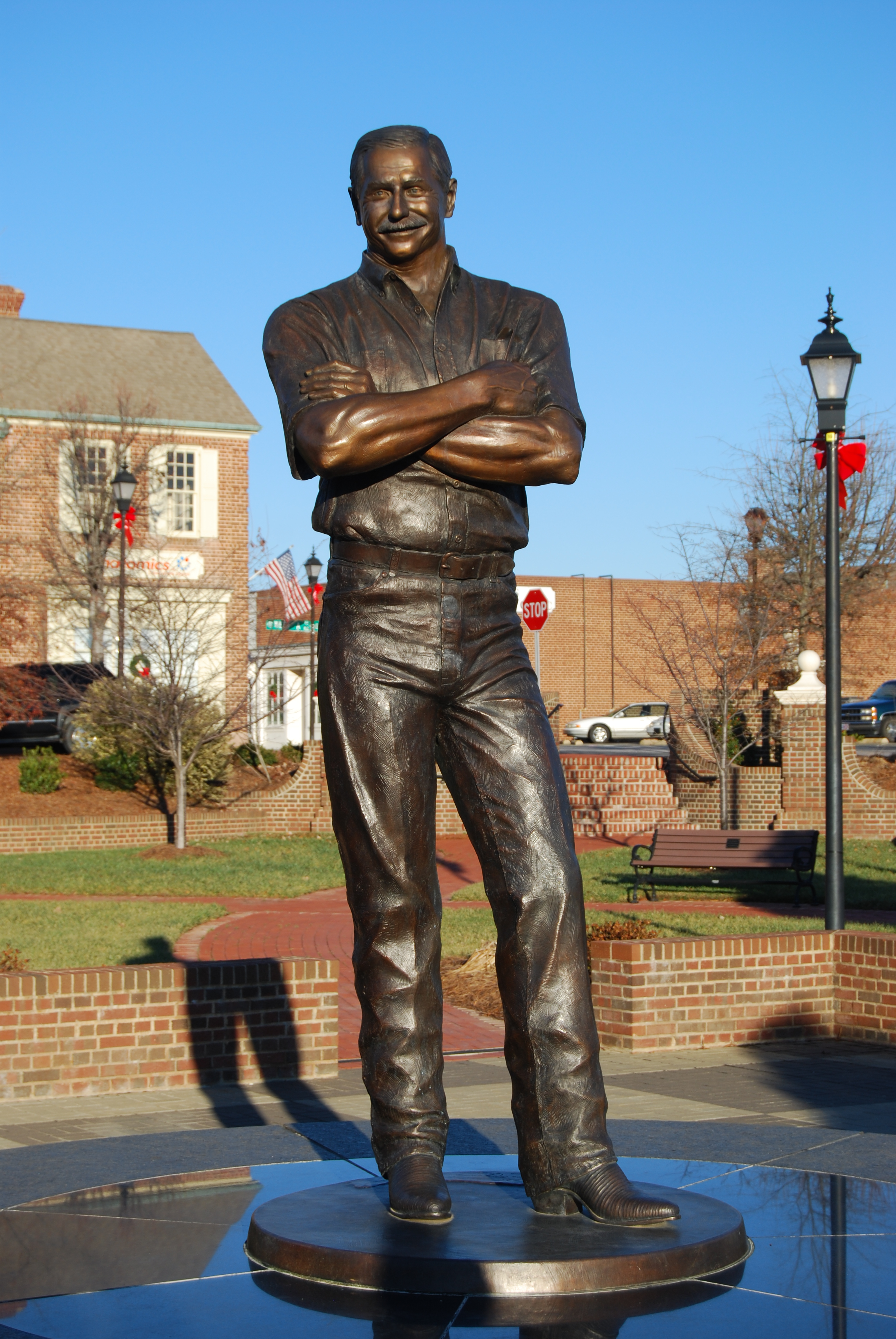
Dale-Earnhardt-Statue in Kannapolis

- Earnhardt wurde 2007 von ESPNs Liste der 20 größten NASCAR-Fahrer auf Platz 1 geführt, noch vor Richard Petty.
- Earnhardt wurde 1998 auf Platz 2 von NASCAR’s 50 Greatest Drivers hinter David Pearson geführt.
- Earnhardt bekam 2001 postum die Auszeichnung als NASCAR’s Most Popular Driver, den beliebtesten Fahrer der Saison, verliehen – es war das einzige Mal, dass er diese Auszeichnung verliehen bekam.
- Aufnahme in die Motorsports Hall of Fame of America im Jahre 2002.
- Aufnahme in die International Motorsports Hall of Fame im Jahre 2006.
- Dale Earnhardt zu Ehren wurden in Kannapolis und Daytona Beach Bronzestatuen von ihm aufgestellt.

## Filme über Earnhardt
Im Jahre 2004 wurde Earnhardts Lebensgeschichte in einem Fernsehfilm von ESPN verfilmt. Der Film trägt den Titel 3: The Dale Earnhardt Story, die Hauptrolle spielte Barry Pepper als Dale Earnhardt.
Im Jahre 2007 wurde ein Dokumentarfilm mit dem Titel Dale veröffentlicht. Er enthält bis dato unveröffentlichtes Material über Earnhardts Karriere und Privatleben, sowie Familienfotos und historische Interviews, dass dem Zuschauer ein bis dato noch nie dagewesene Sichtweise auf den wahren Dale Earnhardt geben soll.

## Verbindungen zur Musik
Es bestanden und bestehen diverse Verbindungen zwischen Earnhardt und diversen Musikgenres, besonders aber Country-Musik.
- 1980 sponserte der Musikmanager Mike Curb Earnhardts siegreichen Winston-Cup-Rennwagen. Dieser Rennwagen mit der Startnummer 2, mit der Earnhardt seine erste Meisterschaft gewann, steht im Curb Motorsports Museum in Kannapolis.
- 1997 hatte Earnhardt einen Auftritt im Video zu „Honky Tonk Truth“, einem Lied des Country-Musikdous Brooks & Dunn, mit denen er eng befreundet war.
- 2004 veröffentlichte Keith Bryant das Album „Ridin’ with the Legend“, dessen Titellied ein Tribut an Dale Earnhardt darstellt und auf David Allan Coes „The Ride (The Ghost of Hank Williams)“ basiert.
- Charlie Daniels schrieb und führte ein Lied auf mit dem Titel „The Intimidator“ über Dale Earnhardt.
- Country-Sänger Travis Tritt spielt eine Gitarre mit einem Airbrush von Dale Earnhardt auf der Vorderseite während Konzerten.
- Troy Gentry vom Country-Musikduo Montgomery Gentry besitzt ebenfalls eine Gitarre mit der Nummer 3 und einem Bild von Earnhardts Gesicht, die er während eine Fernsehsondersendung mit Lynyrd Skynyrd gespielt hat. Sein Bandkollege Eddie Montgomery ist im Musikvideo zu „Speed“ in einem schwarzen Trenchcoat mit der Startnummer 3 auf beiden Ärmeln zu sehen.
- Das erste Album „Pass the Flask“ von The Bled enthält ein Lied mit dem Titel „You Know Who’s Seatbelt“, welches sich vage an Earnhardts Leben orientiert. Ursprünglich sollte das Lied „Dale Earnhardt’s Seatbelt“ heißen, wurde aus rechtlichen Gründen aber umbenannt.
- In der VH1-Sondersendung über C. C. DeVille der Band Poison spielt er eine Gitarre mit einem Sticker mit Dale Earnhardts Startnummer 3 während des Lieds „Fallen Angel“.
- Im Video zu „When I Get to Where I’m Goin“ von Brad Paisley ist Teresa Earnhardt vor einem Foto von Dale Earnhardt zu sehen.
- Billy Ray Cyrus’ Lied „The Man“ ist ein Tribut an Dale Earnhardt.
- Das Lied „99 Biker Friends“ von Bowling for Soup enthält den Text „your tiny pickup truck in the driveway, with the sticker on the window, ‚rest in peace #3‘“.
- Cledus T. Judds Spaßlied „I Love NASCAR“ – in Anlehnung an Toby Keiths „I Love This Bar“ enthält eine von Toby Keith gesungene Strophe: „I love NASCAR, it’s my kind of race. Just to see Big E back on the track, Would put a smile on every face. No-one drove a car quite like Earnhardt…“
- Es gab ein Sonder-Single mit Titel „Dale Earnhardt Tribute“ von Tim McGraws „Please Remember Me“ mit Tonstücken vom Tag des Rennens, an dem Dale Earnhardt ums Leben kam sowie späteren Interviews.
- John Hiatt widmet eine Strophe an Dale Earnhardt in seinem Lied „The Tiki Bar Is Open“, wo es heißt „The king is gone, but he’ll not be forgotten/nor his light will we ever see“.